# 周敘 (永樂進士)
周敘（1392年—1452年），字公敘，號石溪，江西吉安府吉水縣人，明朝政治人物。

## 生平
永樂十二年（1414年）甲午科江西鄉試舉人，十六年（1418年）戊戌科二甲第一名進士。選庶吉士，作《黃鸚鵡賦》，稱旨，授翰林院編修，升侍讀，任經筵講官，正統十一年（1446年）升南京翰林院侍講學士。郕王監國期間，周敘上疏陳列八事，景泰二年（1451年）請恢復午朝，日接大臣，三年（1452年）卒。

## 家族
曾祖周以立。